# Павел Чањи
 Павел Чањи (слч. Pavel Čáni; Качарево, 19. јун 1953) српски је графичар сликар и педагог, пореклом Словак.

## Живот и дело
Павел Чањи рођен у породици словачког писца Павела Чањија ст. Своје рано детињство провео је у Падини а 1957. је живео у Ердевику. 1972. је матурирао на гимназији у Бачком Петровцу. Наследио је љубав према сликарству и таленат од свога оца Павела Чањија ст., писца. Студирао је на академији уметности у Новом Саду у класи проф. Халила Тиквеша. Постдипломске студије је завршио у класи проф. Марка Крсмановића у Београду 1983. године.
Члан је удружења ликовних уметника Војводине, Удружења графичара Словачке и Графичког колектива Београд. Излагао је на више стотина колективних изложби и тридесетак самосталних изложби у земљи и иностранству деловао је као педагог на гимназији у Бачком Петровцу а сада живи у Кулпину и ради као директор позоришта у Бачком Петровцу и бележи већ 30 година свога самосталног рада. Његови радови су заступљени на неколико познатих светских колекција графике.
Чањи је један од најзначајнијих савремених словачких ликовних уметника у Војводини који је користећи наслеђе постмодерне изванредно реаговао и створио врло занимљива сведочанства времена и у својим најновијим радовима Павел Чањи је своје графичке листове употребио за израду колажа и уметничких објеката као и за уметничке зидне инсталације.
На међународној изложби 2011. за екс либрис на тему Дунав у Новом Саду на којој је учечтвовало више од 200 градова и представља највећу манифестацију коју организује Европска унија имали су своје нејбоље радове Павел Чањи из Кулпина и Снежана Кезеле из Београда.
Павел Чањи је 2012. добио значајну награду Идентификациони код Словачке коју по шести пут додељује удружење Артем. Павел Чањи је први уметник из иностранства који је добио ову награду и нашао се међу најпознатијим и најзначајнијим личностима словачке културе и уметности.

## Одабране самосталне изложбе
- Сплит, Дом ЈНА, 1980.
- Нови Сад, Галерија у пролазу, 1981.
- Ријека, Галерија јадрогент, 1983.
- Београд, Галерија Факултета ликовних уметности, 1983.
- Бачки Петровац, Галерија Зуске Медведјове, 2004.
- Кулпин, Галерија Пољопривредног музеја, 2005.

## Одабране међународне изложбе
- Пијешћани (Словачка), Сполоченске центрум, 1990.
- Братислава, Дом захрањичних словаков, 1998.
- Холандија, Галерија де покхове, 1998.
- Братислава, Президентски палац, 2004.

## Галерија
- Атеље П. Чањија у Кулпину